# Najlepszy kontakt
Najlepszy kontakt (ang. Contact High) – austriacko-niemiecko-polsko-luksemburski film komediowy z 2009 roku w reżyserii Michaela Glawoggera. Zdjęcia kręcono w Wiedniu, Wrocławiu, Łodzi i Lublińcu.
W Polsce film został wydany na płytach DVD 22 marca 2010 roku przez Vision.

## Opis fabuły
Czwórka Niemców zajmujących się sprzedażą kiełbasy - przybywają do Polski, aby odzyskać torbę należącą do hiszpańskiego przestępcy.
Komedia absurdów i nieporozumień. Hans i Max chcieliby przejąć miejscowy rynek hot dogów, podczas gdy Harry wolałby raczej być kochany przez swojego muskularnego mechanika samochodowego. Jednak torba z zagadkową zawartością, która przypadkiem dostaje się w ich ręce, niweczy dotychczasowe plany i grupa świeżo upieczonych złodziei nagle znajduje się w Drogomyślu w Polsce. Glawogger pokazuje, jak stworzyć realizm magiczny w Europie Środkowej, gdzie naprawdę wszystko może się zdarzyć. Celem jest tutaj podróż sama w sobie, pełna odlotów narkotykowych i absurdalnych zadań, których nikt nie jest w stanie wykonać.

## Obsada
- Michael Ostrowski – Max Durst
- Detlev Buck – Harry
- Georg Friedrich – Schorsch
- Pia Hierzegger – Mao
- Raimund Wallisch – Johann "Hans" Wurst
- Marisa Growaldt – Sekretarka
- Michael-Joachim Heiss – Steve, mechanik samochodowy
- Robert Lehmann – Teilhund
- Imran Mirza – Pakistańczyk

## Wersja polska
Opracowanie wersji polskiej: Studio Sonica

Reżyseria: Jerzy Dominik

Dialogi: Tomasz Robaczewski

Dźwięk i montaż: Agnieszka Stankowska

Organizacja produkcji: Agnieszka Kudelska

Udział wzięli:
- Bartosz Obuchowicz – Max Durst
- Piotr Pręgowski – Hans Wurst
- Borys Szyc – Schorsch
- Mariusz Kiljan – Harry
- Magdalena Różczka – Mao

oraz
- Łukasz Simlat – Marek
- Sławomir Pacek
- Joanna Pach
- Katarzyna Pysiak
- Aleksandra Kowalicka
- Modest Ruciński
- Paweł Iwanicki
- Janusz Zadura
- Monika Ambroziak
- Jan Aleksandrowicz
- Paweł Ciołkosz
- Tomasz Jarosz
- Jerzy Dominik
- Dorota Furtak
- Agnieszka Kudelska
- Radosław Popłonikowski – Lektor